# 163 (число)
Вижте пояснителната страница за други значения на 163.
163 (сто шестдесет и три) е просто, естествено, цяло число, следващо 162 и предхождащо 164.
Сто шестдесет и три с арабски цифри се записва „163“, а с римски цифри – „CLXIII“. 163 е на 38-о място в реда на простите числа (след 157 и преди 167). Числото 163 е съставено от три цифри от позиционните бройни системи – 1 (едно), 6 (шест), 3 (три).

## Общи сведения
- 163 е нечетно число.
- 163-тият ден от годината е 12 юни.
- 163 е година от Новата ера.